# Juan Saá
Pour les articles homonymes, voir Saá.
Juan Saá (San Luis, 1818 – Villa María, province de Córdoba, 1884) était un militaire et homme politique argentin.
Engagé dans les luttes intestines qui sévissaient en Argentine au XIXe siècle, il combattit d’abord le gouvernement centraliste du caudillo fédéraliste Juan Manuel de Rosas, avant de se ranger et de mener dans sa province natale une carrière militaire et politique, devenant même pendant les derniers mois de la Confédération argentine gouverneur de San Luis ; puis, après la bataille de Pavón, dans la décennie 1860, il combattit sans succès le pouvoir central de l’unitaire Bartolomé Mitre.

## Sous l’ère rosiste
Les frères Juan, Francisco et Felipe Saá prirent part à la révolution qui éclata dans la province de San Luis en novembre 1840, laquelle révolution ne réussit à garder le pouvoir que pendant quelques semaines. Ensuite, ils rejoignirent l’unitaire Juan Lavalle, jusqu’à la défaite de celui-ci, vers la fin 1840, à la bataille de Quebracho Herrado, face aux troupes fédéralistes emmenées par Manuel Oribe. Après la bataille, ils trouvèrent refuge dans les campements de tentes des Indiens ranquels et accompagnèrent un temps le colonel unitaire devenu cacique, Manuel Baigorria.
Ils finirent par se fixer dans les campements du cacique Painé, grand chef des Ranquels, dont Juan Saá épousera l’une des filles. Cependant, en octobre 1846, ils s’en revinrent à San Luis, où Juan Saá fut placé en 1848 à la tête des troupes de frontière de la province et servit fidèlement le gouverneur Pablo Lucero.

## Sous la Confédération argentine
En juillet 1854, sous le gouvernorat de Justo Daract, le président de la Confédération argentine, Justo José de Urquiza, le nomma commandant en second de la division Sud de l’armée confédérale, dont Lucero était commandant en premier. À la mort de ce dernier, en mars 1856, c’est Saá qui prit le commandement de la division.
Peu après, remplacé à ce poste par Juan Esteban Pedernera, il contribua à fonder Fuerte Constitucional, l’actuelle ville de Villa Mercedes. En avril 1859, Pedernera fut élu gouverneur et Saá retrouva alors le commandement de la division Sud. Pedernera et Saá organisèrent les forces armées de San Luis en vue de la campagne militaire qui déboucha sur la bataille de Cepeda de 1859, lors de laquelle Saá dirigea une division de cavalerie et qui se solda par une victoire fédérale face aux troupes de l’État de Buenos Aires emmenées par Bartolomé Mitre.
En mars 1860, il accéda au poste de gouverneur de San Luis, et nomma Carlos Juan Rodríguez ministre de gouvernement. Il sut maintenir de bonnes relations avec les Indiens en instaurant le système de compensations (en esp. recompensas). En août de cette même année, il écrasa le soulèvement à Fuerte Constitucional du colonel José Iseas, qui s’enfuit à Buenos Aires, en dépit de l’amnistie qui lui avait été accordée.

## Assassinat de Benavídez et intervention fédérale
Dans la province de San Juan, à la suite de l’assassinat en 1858 du caudillo fédéraliste et ancien gouverneur Nazario Benavídez, l’interventeur national José Antonio Virasoro prit la direction des affaires provinciales, mais se montra un gouvernant particulièrement maladroit. En novembre 1860, Virasoro fut assassiné à son tour, après quoi l’unitaire Antonino Aberastain s’empara du pouvoir. Le président Santiago Derqui désigna alors Juan Saá comme interventeur fédéral, que devaient assister deux unitaires, les colonels Wenceslao Paunero et Emilio Conesa. Ces derniers s’employant à saboter l’intervention fédérale, Saá les expulsa.
En décembre 1860, de sa position à la frontière de San Luis, il requit que la province se plaçât sous son autorité et que les assassins lui fussent livrés. Toutefois, Aberastain, tout en mettant sur pied une petite armée de fortune, lui refusa l’autorisation d’entrer dans la province, à plus forte raison avec des troupes. Saá néanmoins pénétra dans la province avec toute la division Sud et battit Aberastain dans la bataille de Rinconada del Pocito, le 11 janvier 1861. Aberastain fut conduit prisonnier à San Juan, mais ses gardes l’accusèrent de tentative de fuite et le fusillèrent. Il n’est pas établi, ni exclu, que Saá eût ordonné son exécution.
Le compte rendu de la bataille indiqua que la victoire avait été remportée à lance sèche (en esp. a lanza seca), que l’on peut interpréter dans le sens que la majeure partie de sa cavalerie n’eut pas lieu d’user de ses lances contre l’ennemi ; quoi qu’il en soit, le surnom de Lanza Seca est resté depuis lors attaché à cette bataille.

## La bataille de Pavón et ses suites
Le gouvernement de Buenos Aires, qui s’était peu ému de l’assassinat de deux gouverneurs de sensibilité fédéraliste, jugea intolérable la mort d’un gouverneur unitaire, et s’engagea dans une escalade de provocations, qui aboutit à un conflit armé avec la Confédération argentine.
Le président Derqui, subissant fortement l’autorité du commandant en chef de son armée, Urquiza, se trouvait ainsi de fait privé d’une partie du pouvoir qui lui revenait de par sa fonction,. C’est pourquoi il envisagea de le remplacer, à savoir par Juan Saá ; bien que Derqui ne parvînt pas à ses fins, Urquiza s’estima trahi.
Lorsqu’en septembre 1861, les armées de la Confédération et de Buenos Aires s’affrontèrent à la bataille de Pavón, la cavalerie de Saá et de Ricardo López Jordán réussit à vaincre celle de Buenos Aires. Cependant, de retour sur le champ de bataille, ils constatèrent qu’Urquiza s’était retiré avec l’infanterie et l’artillerie : certes, son offensive avait été repoussée, mais il dédaigna d’entreprendre jamais une deuxième tentative et négligea de faire appel à ses réserves.
Après qu’il se fut replié sur Río Cuarto, Saá apprit que les Portègnes et les autres provinces unitaires récusaient l’autorité de Derqui et de son congrès, et que Derqui avait démissionné. Une armée sous les ordres du colonel Rivas avançait vers l’intérieur, destituant un à un les gouvernements provinciaux fédéralistes, de sorte que Saá et Carlos Rodríguez durent s’enfuir au Chili. Leur absence fut bientôt comblée par Sarmiento, qui plaça des gouverneurs unitaires dans les provinces de San Luis et de Mendoza, et s’empara lui-même du pouvoir dans sa province natale de San Juan.

## L’exil
Durant la présidence de Bartolomé Mitre, il résida pendant un temps au Chili et en Europe.
En 1863, informé de la Croisade libératrice lancée vers l’Uruguay par Venancio Flores, il se présenta à Montevideo pour offrir ses services au président Bernardo Prudencio Berro, qui le chargea de la défense de la capitale. Il déploya une activité fort efficace, mettant sur pied des troupes d’infanterie, installant des cantonnements aux entrées de la ville et faisant creuser des tranchées équipées d’artillerie. Il tenta même une campagne militaire en vue de briser le siège de Paysandú, mais n’eut pas le temps d’arriver avant que la ville ne fût rasée par Flores et l’escadre brésilienne. Flores mit ensuite le siège devant Montevideo, tandis que l’amiral brésilien Marqués de Tamandaré investissait la ville par la mer.
Le président démissionna et Saá retourna en Espagne, puis de là au Chili.

## La révolution des Colorados
En novembre 1866, dans la ville de Mendoza, un groupe de soldats, près d’être envoyés à la guerre du Paraguay, se rebella et élargit les détenus de la prison. Parmi ces derniers figurait Carlos Juan Rodríguez, ci-devant ministre de Saá, qui forma aussitôt un gouvernement. Ce soulèvement, dénommé révolution des Colorados, se répandit rapidement à travers toute la région du Cuyo.
Juan et Felipe Saá franchirent alors la cordillère et organisèrent les troupes. En janvier 1867, Juan de Dios Videla battit Julio Campos à San Juan, puis s’empara de la ville, et peu de jours plus tard, Saá vainquit Wenceslao Paunero dans la Pampa del Portezuelo, occupant dans la foulée San Luis et mettant en état d’arrestation le gouverneur Daract. Son frère Felipe Saá fut nommé gouverneur. De son côté, le colonel Felipe Varela se rendit maître de San José de Jáchal et rassembla la plus puissante des armées de cette révolution, armée avec laquelle il envahit La Rioja.
Mitre, ayant d’abord reflué jusqu’à Rosario, dépêcha ses meilleures troupes du front du Paraguay (du moins celles qu’il avait pu sauver du désastre de la bataille de Curupayty, en septembre de l’année précédente), pendant que Antonino Taboada, attaquant depuis le nord, avançait en direction de La Rioja.
En mars, Paunero fit mouvement de Río Cuarto vers San Luis et envoya en avant-garde le colonel José Miguel Arredondo. Celui-ci défit Saá en avril, lors d’une bataille terrible dans le col de San Ignacio, sur le río Quinto. Si la cavalerie de l’armée nationale commandée par José Iseas fut mise en fuite, l’infanterie du colonel Luis María Campos passa ensuite à l’attaque et réussit à désorganiser les rangs fédéralistes, qui furent massacrés.
Saá s’enfuit au Chili, en compagnie de Rodríguez et de Videla. Dans la province de La Rioja restait encore Felipe Varela, qui fut à son tour battu, quelques jours après San Ignacio, à la bataille de Pozo de Vargas. Bien qu’il parvînt à se réorganiser et à mener plusieurs mois durant une guerre d'escarmouches en sillonnant les provinces de Catamarca, de Salta et de Jujuy, il fut finalement contraint de s’exiler en Bolivie.
En 1880, Juan Saá regagna son pays, où il sollicita d’être réincorporé dans l’armée argentine et admis à se porter candidat aux élections ; ses requêtes cependant furent toutes deux rejetées.
Il décéda à Villa María, dans la province de Córdoba, le 7 juillet 1884, alors qu’il se rendait à San Luis.